# Oligotrichum crossidioides
Oligotrichum crossidioides är en bladmossart som beskrevs av Chen Pan-chieh, Wan Thung-ling, Xu Wen-xuan och Xiong Ruo-li 1984. Oligotrichum crossidioides ingår i släktet Oligotrichum och familjen Polytrichaceae. Inga underarter finns listade i Catalogue of Life.